# Balloneksplosionen
Balloneksplosionen er en dansk stumfilm fra 1913 instrueret af Kay van der Aa Kühle efter manuskript af Carl Th. Dreyer. Filmen er produceret af Det Skandinavisk-Russiske Handelshus.
Filmen havde dansk premiere den 6. marts 1913 i Victoria-Teatret. 

## Handling
I fabrikant Grøndahls villa bor den unge smukke og forældreløse Amalie. Alt for tidligt er hendes elskede forældre døde. Amalies eneste beskytter er nu Grøndahl, der også sørger for opdragelsen af hende, til hun bliver myndig. Grøndahls følelser for Amalie er dog på ingen måde faderlige. Han udspionerer den unge kvinde, så hun aldrig kender et øjebliks privatliv. Det er frygteligt for Amalie, der har et varmt og godt hjerte. Det er ikke mærkeligt, at hun føler sig ulykkelig under sin plejefars tag. Dagligt drømmer Amalie om at slippe ud i friheden, væk fra den tyran og plageånd, som Grøndahl er.
Med medfødt kvindelig list lægger hun nu en plan. I en vase lægger hun en seddel med teksten: "Den der befrier mig fra min ensomhed skal få mit hjerte. Amalie". Amalie lægger hele sin fremtid i hænderne på et ungt bud, der videregiver hendes vase til den unge millionær, Jack Morton. Da vasen efter noget tid går i stykker, ser han sedlen. Jack Morton bliver ganske forstemt over, at en væsen kan være så ulykkeligt, og han beslutter sig for at finde den unge Amalie. Da han omsider står ansigt til ansigt med hende, bliver det hans mission atter at få den unge kvinde ud i friheden.
Men den mistroiske plejefar, Grøndahl, slipper ikke de to af syne. En aften klatrer Jack Morton op til Amalies vindue, og en yderst spændende jagt begynder, da Grøndahl opdager, hvad der er ved at ske og skriger efter hjælp. Grøndahl er lige i hælene på det unge par, da de opdager en ballon, der er ved at gå i luften. De kaster sig om bord og når lige netop i luften. Men Grøndahl når at gribe fat i tovene og hejser sig op. Men da ballonen er højt oppe, styrter han i havet. Heldet er dog med Grøndahl, og han stiger om bord i en anden ballon. Uden at tænke sig om, tænder han en cigaret, og ballonen eksploderer. Nu kan Jack Morton og hans unge Amalie endelig få fred og koncentrere sig om friheden og lykken.

## Medvirkende
- Richard Jensen som bortføreren
- Emilie Sannom som bortførerens brud
- Valdemar Møller som Den onde onkel
- Frederik Buch
- Rasmus Ottesen